# گائو لینگ
کای یون (انگلیسی: Gao Ling؛ زادهٔ ۱۴ مارس ۱۹۷۹) بدمینتون‌باز سابق اهل چین است.